# Tonk (Inde)
Pour les articles homonymes, voir Tonk.
Ne doit pas être confondu avec État de Tonk.
Tonk est une ville du district de Tonk, dont elle est le chef-lieu, dans l’État du Rajasthan, en Inde. Elle fut la capitale de la Nababie puis État princier du même nom, ce qui la distingue de la plupart des autres principautés du Rajasthan, où les souverains sont généralement hindous. Les nababs de Tonk, de confession musulmane, se distinguent également par leur identité pathane, ou pachtoune indienne, dans une région dominée par les rajputs.